# Segarcea
Segarcea este un oraș în județul Dolj, Oltenia, România.

## Numele orașului
Originea cuvântului Segarcea provine din îmbinarea a doua cuvinte: "seges" = câmp, teren, pământ productiv în limba latina și "arcesitus" = cel cautat, cel dorit, cel visat. Prin combinarea acestor doua cuvinte s-a ajuns la forma "Segarcea", adică "Pământul dorit", sau "Pământul mult visat" de acei fugari care rătăciseră mult prin păduri. Semnificația cuvântului "Segarcea" ar putea fi, deci: sat îndepărtat, sat al oamenilor fugari, satul cel dorit, cel corespunzător dorințelor lor, având o poziție strategică și fiind înconjurat de terenuri roditoare. Prima forma a numelui localității întâlnită în documente a fost Segarcea. De-a lungul timpului localitatea a purtat diferite forme ale numelui Segarcea: Sigarcea, Sagarcea, Segarcea. 

## Geografie
Orașul Segarcea se află în zona de câmpie, la vest de Jiu, la 28 km de Craiova și la 80 km de  Calafat.

### Condiții climatice
Orașul Segarcea se încadrează într-o zona cu climat temperat-continental cu o temperatura medie anuală de 11oC, o temperatură minimă absolută de -30oC si o temperatura maxima absoluta de 41oC.
Cantitatea medie a precipitațiilor este de circa 510mm/an. Cantitatea maximă de precipitații a fost la Segarcea de peste 770mm iar cea minimă de 255mm.
Durata medie a intervalului de timp fără îngheț este de circa 220 de zile. Numărul zilelor de vară cu temperaturi mai mari de 25oC înregistrate în perioada 15 mai - 15 septembrie este de circa 75 de zile.
Vântul dominant are direcția ENE-VSV.
Ca rezultat al condițiilor geo-climatice, solul caracteristic este cernoziom-levigat, foarte favorabil dezvoltării agriculturii (cultura de vita de vie și culturi mari agricole). 

## Economie
Segarcea dispune de unități industriale din domeniul alimentar și chimic și este un puternic centru agricol (viticol). Pe primul loc, se află producerea vinului (zaibăr și vin alb). Este renumită prin podgoriile sale și crama Segarcea, care produce felurite soiuri de vin, dar mai ales "Coniacul de Segarcea".

## Istoric
Descoperirea pe teritoriul localității Segarcea a unor obiecte: o moneda romană datând din timpul împăratului Hadrianus Augustus, doua fusaiole, un inel cu sigiliu ( o pasăre de o rară subtilitate realizata doar din sase liniuțe) un cap de zimbru pirogravat pe os (despre care profesorul arheolog C. Nicolaescu - Plopsor spunea că ar putea fi un unicat pentru țara noastră) - denota ca Segarcea a fost, indiscutabil, o veche asezare geto-dacica si o mare necropolă romană.
Prima mențiune documentară despre existența unei moșii la Șegarcea este cea din actul din 10 iunie 1415, scris la Arges, în timpul domniei lui Mircea cel Bătrân. Prin acest document, domnitorul întărește unor boieri moșiile. Printre boierii care au semnat actul se găsește și un boier cu numele "Dragomir de la Segarcea". Existenta unei moșii Segarcea, presupune și existenta unei comunități umane care lucra pe aceasta moșie, comunitate care a format un sat ce a luat numele acestei moși. Bătrânii spun ca, la început, satul se găsea în punctul denumit Valea Oanii. Pe moșia Segarcea s-a afla un schit care, mai târziu s-a transformat în mănăstire. Legenda spune ca o boieroaica pe nume Sultanica ar fi construit pe locul de azi al mănăstirii o bisericuța de lemn pentru a atrage pe moșia să locuitorii din împrejurimi. Se presupune că și populația care-și ducea existenta în punctul Valea Oanii s-a mutat în jurul mănăstirii, pe moșia Segarcea, locul pe care este așezata astăzi, localitatea Segarcea.
La 15 septembrie 1557 a fost emis la Târgoviște, de către cancelaria lui Pătrascu cel Bun, un document prin care este amintit și satul Șegarcea. Dacă în anul 1415 se amintea doar de existenta unei moșii cu numele de Șegarcea, iar în 1557 se amintește și de existenta unei localități cu numele de Șegarcea, se poate trage concluzia că satul ar fi putut lua ființa numai în acest interval de timp. Principala ocupație a locuitorilor acestor locuri era creșterea animalelor, în principal a oilor, dar și a cailor și a cornutelor. Până la sfârșitul secolului al XVII-lea principala cultura a fost meiul, iar odată cu introducerea porumbului în cultura, acesta a devenit principala plantă cultivată folosită alături de grâu, pentru alimentație dar și pentru hrana animalelor. Locuitorii acestor timpuri se ocupau și cu cultivarea vitei-de-vie.
Către sfârșitul secolului al XVIII-lea, terenurile viticole se înmulțesc și ocupa suprafețe din ce în ce mai mari.În epoca fanariota, mai precis prin 1792 – se scrie în Anaforeaua Divanului - ca locuitorilor Segarcei si Garcenilor li se acorda dreptul să organizeze târguri și bâlciuri, unde puteau comercializa produsele cerealiere, viticole precum și produsele animaliere. La 1794, domnitorul Moruzzi acorda si Mănăstirii Segarcea dreptul de a ține bâlci pe moșia mănăstirii, în satul Segarcea.Locuitorii așezării Segarcea au fost rumâni ai domnitorilor sau boierilor, putând fi vânduți odată cu moșia și care aveau obligația principală față de stăpânul moșiei să lucreze pământul. Pământurile mănăstirii erau lucrate până la mijlocul secolului al XIX-lea, de robii țigani.Mai târziu, în orânduirea capitalista, principala ramura a economiei era agricultura, pământul fiind lucrat de către clacași. Se cultivau grâul și porumbul, iar în jurul mănăstirii se aflau întinse livezi de pomi fructiferi și plantații de vii. În anul 1854, clăcașii din Segarcea s-au răsculat împotriva nedreptăților la care erau supuși de către administrația moșiei, amenințând cu spargerea satului. Prin reforma agrara din 1864, țăranii clacași din Segarcea sunt împroprietăriți și eliberați de sarcinile feudale. În Războiul de Independenta de la 1877, locuitorii din localitatea Segarcea și-au adus o importanta contribuție, fie prin participarea directa cu forțe omenești, fie prin aprovizionarea armatei cu hrana pentru ostași și furaje pentru cai. Este demn de amintit ca printre jertfele omenești ale acestui război se număra si ostașul Ion Mitrache, locuitor al Segarcei - primul ostaș roman căzut în luptele de la Rahova. Pe teritoriul localității s-a aflat și un depozit de colectare a alimentelor pentru armata. În urma participării la război, au fost împroprietărite peste 500 de familii de pe moșia Segarcea.
În aceasta perioada se preconiza înființarea aici a unei comune, fapt ce nu s-a realizat deoarece, peste câțiva ani, în 1884 se va înființa Domeniul Coroanei Regale a României. Acest Domeniu a fost al doilea ca mărime, după cel de la Banloc - Timiș. Forța de munca pentru acest Domeniu era asigurata de locuitorii lipsiți de pământ sau cu pământ puțin din Segarcea și din satele vecine.
La primul război mondial, locuitorii localității Segarcea și-au adus o contribuție însemnată, dând numeroase jertfe pe câmpul de lupta. Drept dovada a acestui fapt sta Monumentul Eroilor ridicat în cinstea celor și-au dat viata în perioada 1916-1919.
În timpul celui de-al doilea război mondial dintre anii 1939-1945, la Segarcea a fost concentrata Divizia a XIV-a Infanterie-Instrucție, care în noaptea de 25-26 august 1944 a dus acțiuni energice pentru oprirea și dezarmarea ostașilor germani, luând prizonieri un număr de 42 ofițeri și ostași germani.
Pe teritoriul orașului Segarcea, în punctul numit "Aeroport", în timpul războiului s-a aflat un post de radio-ascultare și observare aeriana german.
Victoria asupra ocupantului german a adus schimbări radicale în viata localității Segarcea. Administrația Domeniului Coroanei a devenit proprietate de stat, transformată în IAS-ul Segarcea, care după Revoluția din decembrie 1989 a fost privatizat, devenind astăzi S.C. Cervina S.A. Segarcea. În anul 1945 a fost înființata Stațiunea de Mașini și Tractoare, s-au naționalizat moara de cereale, presa de ulei și depozitul de petrol.
În anul 1949 s-a terminat construcția silozului de cereale care, astăzi poarta denumirea de S.C. Cerealcom S.A. Segarcea. Începând cu anul 1950, localitatea Segarcea devine centru de raion.
După noua împărțire administrativă a României din 1968, ca urmare a dezvoltării sale anterioare, localitatea Segarcea capătă statutul de oraș. După aceasta data, Segarcea devine un puternic centru industrial, comercial, civic, cultural și important centru de tranziție rutiera.

## Demografie
În anul 1965, Segarcea avea o populație de circa 8.550 locuitori, iar în anul 2011 orașul Segarcea avea 7.019 locuitori.
Componența etnică a orașului Segarcea
     Români (74,86%)
     Romi (15,06%)
     Alte etnii (0,11%)
     Necunoscută (9,96%)
Componența confesională a orașului Segarcea
     Ortodocși (88,95%)
     Alte religii (0,37%)
     Necunoscută (10,69%)
Conform recensământului efectuat în 2021, populația orașului Segarcea se ridică la 7.356 de locuitori, în creștere față de recensământul anterior din 2011, când fuseseră înregistrați 7.019 locuitori. Majoritatea locuitorilor sunt români (74,86%), cu o minoritate de romi (15,06%), iar pentru 9,96% nu se cunoaște apartenența etnică. Din punct de vedere confesional, majoritatea locuitorilor sunt ortodocși (88,95%), iar pentru 10,69% nu se cunoaște apartenența confesională.

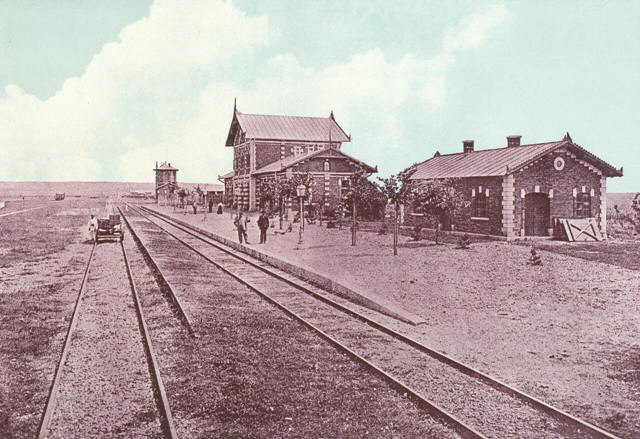
Gara Segarcea de pe linia Craiova-Calafat în anul 1903

|  | Graficele sunt indisponibile din cauza unor probleme tehnice. Mai multe informații se găsesc la Phabricator și la wiki-ul MediaWiki. |

Date: Recensăminte sau birourile de statistică - grafică realizată de Wikipedia

## Politică și administrație
Orașul Segarcea este administrat de un primar și un consiliu local compus din 15 consilieri. Primarul, Ștefan Nicolae[*], de la Partidul Național Liberal, este în funcție din 1 noiembrie 2024. Începând cu alegerile locale din 2024, consiliul local are următoarea componență pe partide politice:
|  | Partid                    | Consilieri | Componența Consiliului | Componența Consiliului | Componența Consiliului | Componența Consiliului | Componența Consiliului | Componența Consiliului | Componența Consiliului | Componența Consiliului | Componența Consiliului |
|  | ------------------------- | ---------- | ---------------------- | ---------------------- | ---------------------- | ---------------------- | ---------------------- | ---------------------- | ---------------------- | ---------------------- | ---------------------- |
|  | Partidul Național Liberal | 9          |                        |                        |                        |                        |                        |                        |                        |                        |                        |
|  | Partidul Social Democrat  | 6          |                        |                        |                        |                        |                        |                        |                        |                        |                        |

În Segarcea se află Judecătoria Segarcea, Societatea Domeniul Coroanei, Spital, BRD, CEC ș. a.

## Învățământ
Segarcea dispune de 1 liceu cu diferite profile: matematică-informatică, filologie, agricol, tehnologic, o școală și 3 grădinițe.

## Obiective turistice
- Mănăstirea Segarcea (sec. XVI - XIX); DJ-II-a-B-08368
- Biserica „Adormirea Maicii Domnului” (sec. XVII, ref.sec. XVIII; modificată 1903); DJ-II-m-B-08368.01

## Personalități născute aici
- Vintilă Horia (1915 - 1992), diplomat, scriitor;
- Florea Cioacă (1916 - 1979), violonist;
- Ștefan David (n. 1932), politician;
- Ilie Nicola (n. 1944), politician;
- Policarp Malîhin (n. 1954), caiacist;
- Ștefan Grigorie (n. 1982), fotbalist.